# Corchorus longipedunculatus
Corchorus longipedunculatus är en malvaväxtart som beskrevs av Maxwell Tylden Masters. Corchorus longipedunculatus ingår i släktet Corchorus och familjen malvaväxter. Inga underarter finns listade i Catalogue of Life.